# Julija Vakulenková
Julija Olehivna Vakulenková (ukrajinsky Юлія Оле́гівна Вакуленко) je ukrajinská tenistka. 

## Osobní život
Narodila se 10. července 1983 na Jaltě. Tehdy se město nacházelo na území Sovětskému svazu, dnes se leží na Ukrajině.
V dubnu 2008 se Vakulenková vzdala svého ukrajinského státního občanství a následně oznámila záměr požádat si o občanství ve Španělsku, tou dobou žila už deset let v Barceloně.

## Kariéra
Julija Vakulenková, pravačka vysoká 183 centimetrů, začala soutěžit v tenisu v roce 1998.
Do soutěže světového formátu dostala poprvé v roce 2006, zúžasnila se French Open a obsadila tam třetí místo. Její profesionální sportovní kariéra pokračovala účastí ve Wimbledonu, kvůli zranění ale musela odstoupit ze soutěže po prvním kole.
Už v dalším roce ale opět hrála. V květnu 2007 v J&S Cupu ve Varšavě vyhrála nad 7-6 a 6-3 nad Kim Clijstersovou. Získala tak přezdívku “Kimmie Killer” a byla poslední soupeřkou, kterou Clijstersová měla před ukončením své sportovní kariéry (před jejím návratem v roce 2009).
O týden později Vakulenková porazila světovou trojku Amélii Mauresmovou na turnaji German Open v Berlíně 2–6, 6–1, 6–2 a poté vyhrála nad Dinarou Safinovou 6–3, 5– 7, 6–3. Její další soupeřkou byla dřívější vítězka soutěže Ana Ivanovičová. Tato hra byla ale předčasně ukončena, Vakulenková se během ní zranila a odstoupila.
28. srpna 2007 v prvním kole US Open porazila slovenskou tenistku Danielu Hantuchovou 6–4, 3–6, 6–1. Díky tomu se dostala do čtvrtého kola soutěže, což byl její nejlepší výkon v podobně prestižní soutěži. Ve čtvrtém kole ale prohrála s polskou hráčkou Ágnes Szávayovou.
Poslední turnaj sezóny byl Bell Challenge, který se konal v Quebec City. Během turnaje porazila Rossanu de los Ríos, domácí oblíbenkyni Stéphanie Duboisovou, Olgu Govortsovou a Julii Dittyovou a dostala se do finále. Šlo o první finále ve WTA Tour v její kariéře. Finálový zápas s trojnásovnou grandslamovou šampionkou Lindsay Davenportovou, která hrála teprve svou třetí hru od návratu po porodu, prohrála 4–6, 1–6.
Na vrchol své sportovní kariéry se Julija Vakulenková dostala v listopadu 2007, kdy byla 32. na žebříčku WTA. Ten uvádí pořadí profesionálních tenistek ve dvouhře a ve čtyřhře, které sestavuje Ženská tenisová asociace (WTA) na základě dlouhodobých výsledků hráček z profesionálních turnajů.
V roce 2008 se plánovala účastnit olympijských her v Pekingu. Tehdy již měla španělské občanství a hodlala na hrách reprezentovat, stejně jako ve Fed Cupu, Španělsko. Nakonec se ale her nemohla zúčastnit, protože se kvůli výměně občanství prodloužilo zpracování její přihlášky a její zařazení do výpravy se nestihlo vyřídit včas. 
V roce 2011 oznámila ukončení sportovní kariéry, během které si na výhrách vydělala 870 tisíc dolarů.